# Maine
Maine (pronunciación en inglés: /meɪn/ (escucharⓘ)) es uno de los cincuenta estados que forman los Estados Unidos. Su capital es Augusta y su ciudad más poblada, Portland. Está ubicado en la región Noreste del país, división Nueva Inglaterra, limitando al noroeste, norte y este con Canadá (provincias de Quebec y Nuevo Brunswick), al sur con el golfo de Maine (océano Atlántico) y al suroeste con Nuevo Hampshire. Con 1 328 361 habs. en 2010 es el décimo estado menos poblado, por delante de Nuevo Hampshire, Rhode Island, Montana, Delaware, Dakota del Sur, Alaska, Dakota del Norte, Vermont y Wyoming. Fue admitido en la Unión el 15 de marzo de 1820, como el estado número 23.
Recibe su nombre de la provincia francesa de Maine. Parte de la frontera septentrional viene definida por el río San Juan, el río Sainte-Croix constituye parte de la frontera oriental, y el río Salmon Falls el límite suroccidental. Sus principales ciudades son Augusta (la capital), Portland, Lewiston, Bangor, Auburn y South Portland. Luisiana y Maine son los únicos estados de los Estados Unidos con fuerte tradición y presencia francófona.

## Geografía física
El estado colinda al sureste con el océano Atlántico, al norte con las provincias canadienses de Quebec y Nueva Brunswick, y al sur con el estado de Nuevo Hampshire. Maine es el estado más grande de la región de Nueva Inglaterra, siendo casi la mitad del territorio de Nueva Inglaterra, además de ser el ubicado más al norte de esta región y el más oriental de todo Estados Unidos, la ciudad de Lubec es la más oriental de los Estados Unidos.

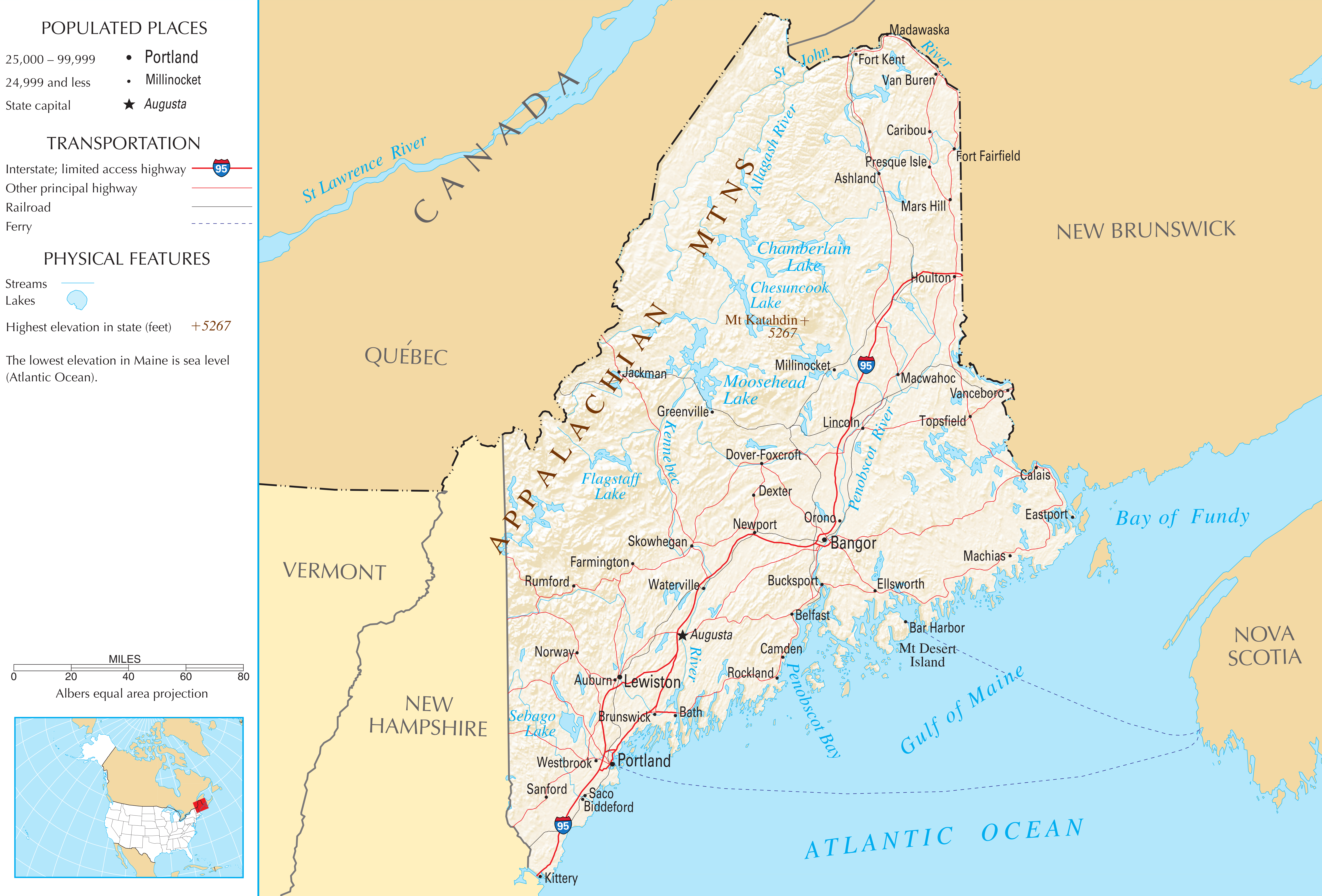
Mapa de Maine.

Maine es el estado con menos densidad de habitantes del lado este del río Misisipi. El estado es llamado «the Pine Tree State», debido a que el 90% del territorio del estado lo constituyen áreas naturales, estas áreas suelen estar completamente deshabitadas, algunas de las cuales no tienen una organización política formal sobre las unidades locales (poco habitual en Nueva Inglaterra). En Northwest Aroostook, un territorio desorganizado en la parte norte del estado, tiene, por ejemplo, una superficie de 6913 km² y una población de 10 habitantes, equivaliendo a una persona por cada 69 km².
Su territorio ocupa una superficie total de 91 646 km², semejante en extensión a Portugal, lo que le convierte en el mayor estado de Nueva Inglaterra.
Se puede dividir en tres regiones fisiográficas características: las tierras bajas costeras, las tierras altas de Nueva Inglaterra y las Montañas Blancas. Las tierras bajas costeras, que se extienden a orillas del océano Atlántico, presentan un paisaje ondulado interrumpido por numerosas bahías y estuarios. Los abruptos cabos son los propios de una costa glaciar de hundimiento que ha sufrido el peso de vastos casquetes de hielo, deprimiendo la región. La mayoría de las islas costeras constituyen las cimas de tierras sumergidas. Uno de los cabos rocosos más espectaculares se corresponde con el promontorio granítico de la montaña Cadillac, en Mont Desert, la isla más grande del estado.
Las tierras altas de Nueva Inglaterra conforman la mayor parte de Maine; un sector está caracterizado por un paisaje brusco y montañoso, y, por otro lado, especialmente en los alrededores de Bangor y el condado de Aroostook, por planicies muy llanas. Tanto las tierras bajas costeras como las tierras altas de Nueva Inglaterra se asientan en gran medida sobre duras rocas metamórficas.

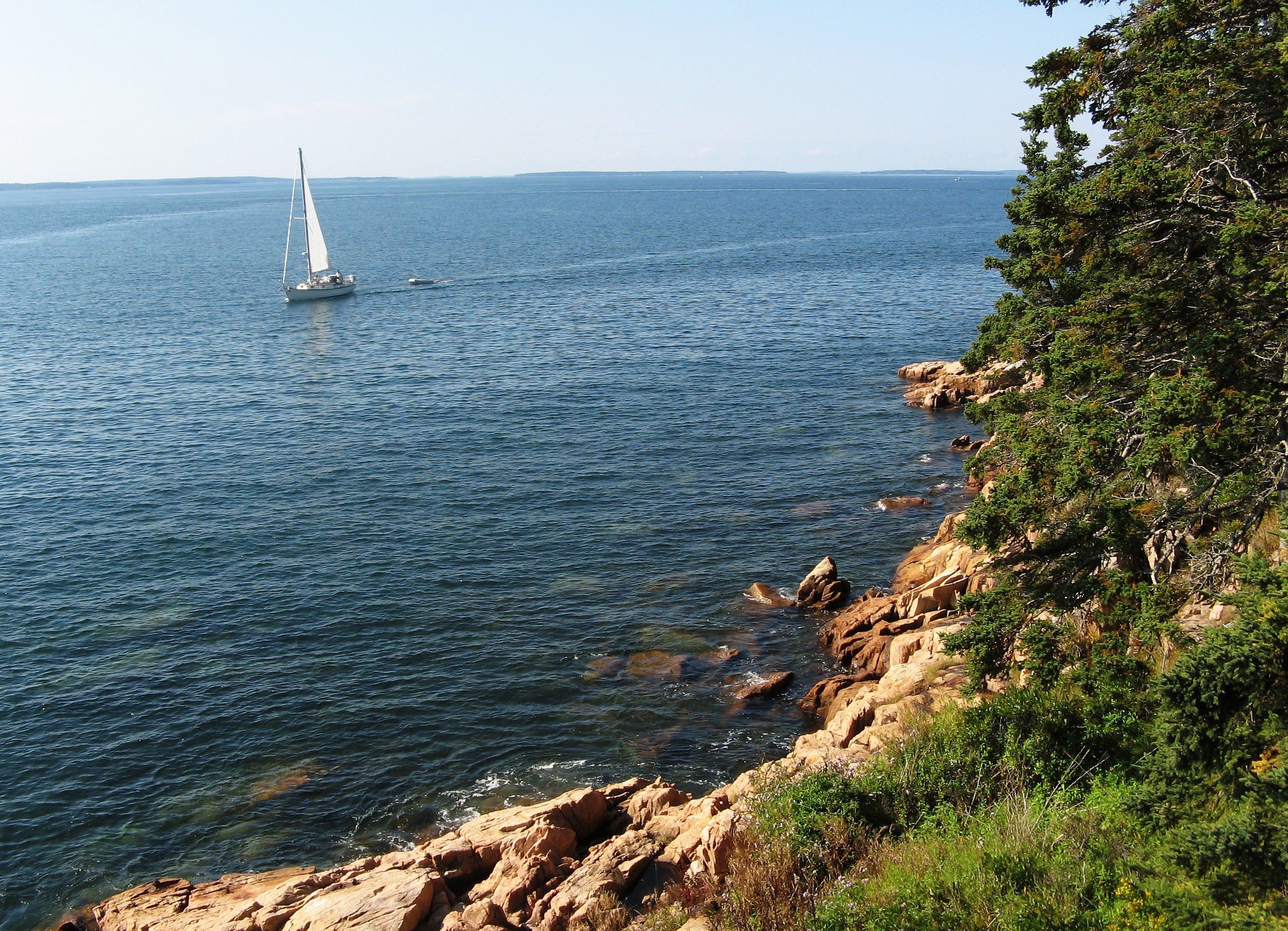
Costa de Maine cerca del parque nacional Acadia.

Las principales elevaciones de Maine se encuentran en la región de las montañas Blancas, que se extienden hasta Nuevo Hampshire y Vermont. Gran parte del área está compuesta por resistente granito, como el monte Katahdin. Las montañas Longfellow constituyen la cadena orográfica más importante.
Gran parte del territorio de Maine está cubierto por importantes depósitos glaciares, como los eskers, que han dejado lomas de gravas y arenas gruesas en los lechos de arroyos que fluían bajo los glaciares con una notable fuerza erosiva. Aquí, los suelos presentan un mal drenaje y son aptos para la plantación de pinos y el cultivo de patatas, pero desfavorables para otras explotaciones agrarias.
Maine tiene más de 5.100 cursos fluviales, que desembocan en el océano Atlántico principalmente a través de los ríos San Juan, Saint Croix, Penobscot, Kennebec, Androscoggin y Saco. También cuenta con más de 2200 lagos y estanques.
Al igual que en otros estados de Nueva Inglaterra, los minerales metálicos también han sido de gran importancia en Maine, donde existen yacimientos limitados de mineral de hierro, manganeso, cobre, zinc, plata, oro, platino y estaño. Entre los minerales no metálicos se encuentran asbestos, arena y grava, turba, granito, caliza, cuarzo, mica, feldespato, grafito y piedras semipreciosas.

### Clima

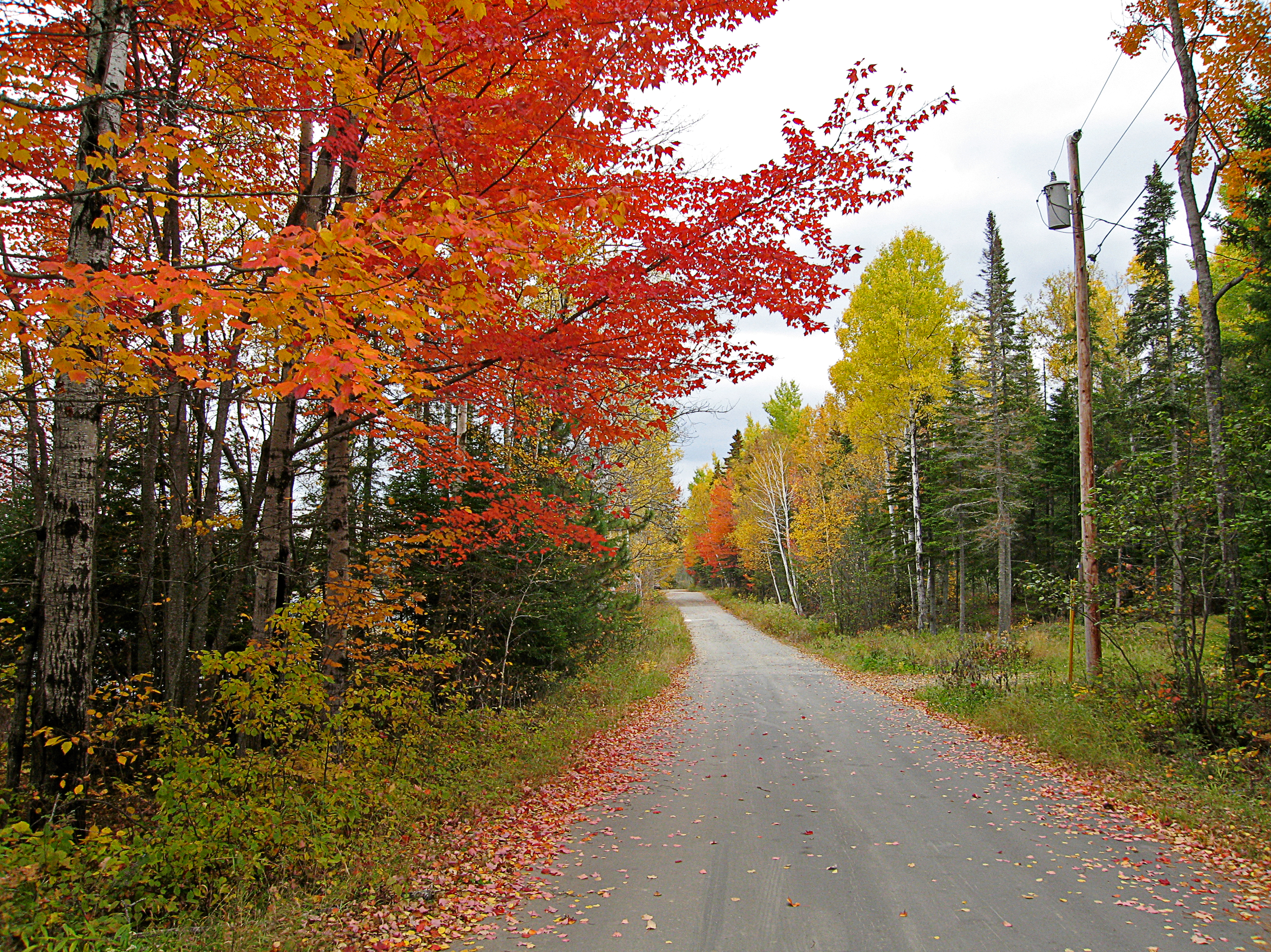
Imagen del pueblo de Stratton en otoño.

En Maine se distinguen tres áreas climatológicas principales, que se corresponden con la región costera, el interior septentrional y el interior meridional. La región costera se extiende unos 32 km hacia el interior y goza de un clima marítimo; aquí, la temperatura media invernal es mucho más suave que en el interior, mientras que en verano es más fresca. La región del interior septentrional, que ocupa cerca del 60% de la superficie total del estado, tiene un clima continental, con temperaturas invernales muy bajas y épocas que permiten el desarrollo de cultivos inferiores a los 100 días. La región interior meridional es la más cálida de Maine. Como en la mayor parte de Nueva Inglaterra, los tornados son poco frecuentes en Maine, aunque, en ocasiones, los huracanes que se forman en el Atlántico azotan al estado. Las abundantes tormentas costeras, conocidas como del noreste, traen consigo fuertes vientos e intensas precipitaciones, a veces en forma de nieve, a esta parte del estado.

### Fauna y flora
Casi el 80 % del territorio de Maine está cubierto de bosque; aproximadamente dos tercios están compuestos por coníferas, con especies como el pino blanco, el pino pitch, el pino de Noruega, el abeto balsámico, la tsuga y la picea. Entre las especies arbóreas de madera noble, que se utilizan en la fabricación de muebles, están el cerezo negro y el fresno blanco. Otras especies abundantes son el roble rojo y el blanco, así como el abedul blanco y el amarillo. En los condados de Washington y Hancock, al sureste, los arándanos crecen en los suelos arenosos. Los arándanos rojos se encuentran dispersos por los pantanos. Las flores silvestres más comunes son la anémona, el ranúnculo, la margarita, el laurel de monte, el rododendro y la violeta.
Entre la fauna del estado abundan los ciervos de cola blanca o de Virginia y otros grandes mamíferos, como el oso negro y el alce americano o wapití. Entre las especies más pequeñas de mamíferos están el castor, la rata almizclera, el lince rojo, la nutria, la ardilla roja y gris, la mofeta, el tejón, el visón y el conejo. Entre las aves se encuentran los gorriones, el carrizo y especies acuáticas como el pato, el somormujo, la gaviota, el petrel y el cormorán. En las aguas del interior abundan la trucha, el salmón, la lubina y el lucio. Maine es famosa por su marisco (langosta, almejas, camarones y vieiras) y por la abundancia de pescado azul, bacalao y platija. Las focas habitan en las costas del estado.

## Historia
Cuando llegaron los europeos, Maine tenía una población compuesta por 20 tribus algonquinas, unidas en una amplia organización conocida con el nombre de abenaki o wabunaki ('pueblo del amanecer'). Hoy día solamente quedan los penobscot y los passamaquoddy. Muchos de ellos fueron convertidos al catolicismo por los misioneros franceses en el siglo XVII, y lucharon al lado de ellos en la guerra contra los ingleses.
El rey Jacobo I de Inglaterra reclamó todo el territorio de Nueva Inglaterra, sobre la base de las exploraciones de Giovanni Caboto un siglo antes, y autorizó a la Plymouth Company a colonizar el área en 1606. Al año siguiente, la compañía fundó una colonia en el nacimiento del río Kennebec, en la península de Sagadahoc, pero solo duró un año. Las colonias francesas de la isla Saint Croix y de la isla Mont Desert tampoco prosperaron.
Su importancia económica se basaba en el comercio de pieles y de los productos forestales. Durante la guerra de Independencia estadounidense, los británicos levantaron una base cerca del actual Castine, en la bahía de Penobscot. La expedición Penobscot (1779), en la que un comando de Massachusetts intentó expulsarlos, resultó un fracaso.
El movimiento para independizarse de Massachusetts comenzó en 1785. El movimiento fue brevemente suspendido durante la guerra anglo-estadounidense de 1812 en que una gran parte de Maine fue invadido y ocupado por las tropas británicas, sin embargo, el Tratado de Gante restauró la soberanía estadounidense sobre Maine en 1815. Después de la guerra el movimiento se reanudó y en 1816, la Convención de Brunswick popularizó el movimiento independentista. En 1819, cuando el Tribunal General de Massachusetts dio su consentimiento a la Ley de Separación, se sostuvo una convención constitucional estatal en Portland. En diciembre de 1819 Maine pidió al Congreso ser admitida en la Unión, y en 1820 fue admitida bajo el compromiso de Misuri. Cuando Maine consiguió su independencia, gran parte del territorio aún estaba sin explorar; por este motivo, se originó una disputa sobre el establecimiento de la frontera que separaba Maine de la provincia canadiense de Nuevo Brunswick. El problema se solucionó en 1842 mediante el Tratado de Webster-Ashburton.
Antes de la guerra civil estadounidense, la economía de Maine se basaba en la comercialización de productos madereros. Otras industrias florecientes estaban ligadas a la extracción de caliza y granito, la confección de textiles, la pesca y la construcción naval. La necesidad de una mejora en los transportes motivó la llegada del ferrocarril. Después de la guerra civil, el traslado de la industria textil y de los astilleros fuera de Nueva Inglaterra contribuyó al declive económico del estado. Maine poco a poco se fue recuperando gracias a sus industrias de papel y pulpa y, a principios de la década de 1880, el turismo se convirtió en una importante actividad económica.
Después de la II Guerra Mundial, Maine sufrió una importante crisis económica que afectó tanto al campo como a la ciudad. Las cuestiones relacionadas con la energía y el medio ambiente provocaron una gran polémica en las décadas de 1970 y 1980, cuando grupos de ciudadanos intentaron repetidas veces, pero sin éxito, paralizar la actividad de la única central nuclear del estado. En la década de 1980 tuvo lugar un notable desarrollo económico, tanto de Maine como de la mayor parte de Nueva Inglaterra.
En 1980 el gobierno federal compensó con 300 000 acres y 27,5 millones de dólares a los penobscot y los passamaquoddy después de que estas dos tribus probaran en los tribunales que la mayor parte del Estado de Maine era de su propiedad.
El famoso escritor estadounidense Stephen King es nacido, criado y residente en la ciudad de Bangor, Maine, estado donde se desarrollan la mayoría de sus novelas.

## Administración y política
La Constitución de Maine estructura el gobierno estatal de Maine, compuesto por tres poderes iguales: el ejecutivo, el legislativo y el judicial. El estado de Maine también tiene tres funcionarios constitucionales (el Secretario de estado, el Tesorero Estatal y el Fiscal General Estatal) y un funcionario estatutario (el Auditor Estatal).
El poder legislativo es la Legislatura de Maine, un órgano bicameral compuesto por la Cámara de Representantes de Maine, con 151 miembros, y el Senado de Maine, con 35 miembros. La Legislatura se encarga de presentar y aprobar leyes.
El poder ejecutivo está encabezado por el gobernador de Maine (actualmente Janet Mills). El Gobernador es elegido cada cuatro años; ninguna persona puede ocupar este cargo durante más de dos mandatos consecutivos. El actual fiscal general de Maine es Aaron Frey. Al igual que otras legislaturas estatales, la legislatura de Maine puede, mediante una mayoría de dos tercios de los votos de la Cámara y el Senado, anular un veto del gobernador. Maine es uno de los siete estados que no tienen vicegobernador.

Logotipo de Maine.gov

El tribunal más alto de la rama judicial del estado es el Tribunal Supremo Judicial de Maine. Los tribunales inferiores son el Tribunal de Distrito, el Tribunal Superior y el Tribunal de Sucesiones. Todos los jueces, excepto los jueces de sucesiones, desempeñan su cargo a tiempo completo, son nominados por el gobernador y confirmados por la Legislatura por un período de siete años. Los jueces de sucesiones desempeñan su cargo a tiempo parcial y son elegidos por los votantes de cada condado por un período de cuatro años.
En un estudio de 2020, Maine fue clasificado como el 14.º estado más fácil para los ciudadanos para votar.En 2012, Maine se convirtió en uno de los primeros estados de EE. UU. en establecer derechos matrimoniales para parejas del mismo sexo.

### Política
La política de Maine es dinámica por naturaleza, con partidos poco unidos, los gobernadores suelen ganar por pluralidades en lugar de mayorías, y una importante rotación tanto de miembros como de partidos en los distritos legislativos. En su artículo de 2010, Maine's Paradoxical Politics, Kenneth Palmer sugiere que "los líderes políticos de Maine se consideran centristas, principalmente porque quieren encontrar soluciones prácticas a problemas difíciles".
Los resultados de las elecciones suelen ser variados. Maine es visto como un estado clave con tendencia azul, con un apoyo inusualmente alto para candidatos independientes. El Partido Republicano ha ganado en Maine en 11 de las últimas 20 elecciones presidenciales, y la gobernación ha sido ganada por demócratas e independientes tres veces cada uno, y por republicanos cuatro veces, desde 1974.
Maine utiliza el sistema de votación por orden de preferencia en las elecciones primarias para cargos estatales y federales, así como en las elecciones generales para cargos federales. Los votantes adoptaron el sistema de votación por orden de preferencia en un referéndum de 2016.

### Aplicación de la ley
La Policía Estatal de Maine (MSP) es la agencia policial estatal de Maine, que tiene jurisdicción en todo el estado y fue creada en 1921.

## Demografía

### Población

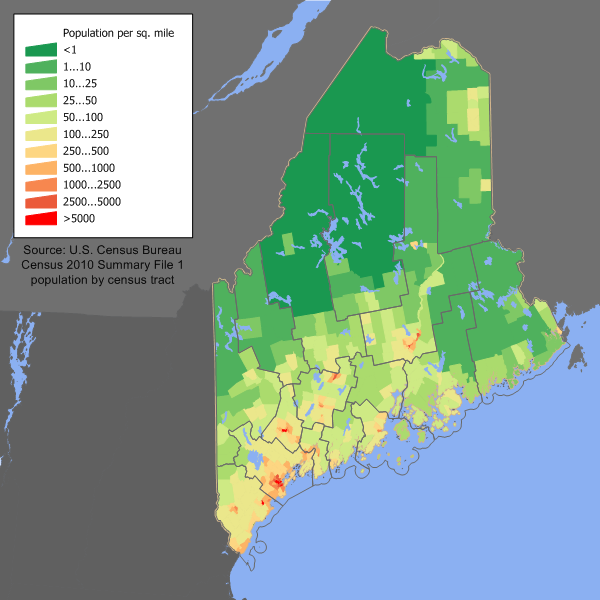
Mapa de Maine por densidad de población

La Oficina del Censo de los Estados Unidos estima que la población de Maine era de 1.344.212 el 1 de julio de 2019, un aumento del 1,19 % desde el censo de los Estados Unidos de 2010.En el censo de 2020, 1.362.359 personas vivían en el estado. La densidad de población del estado es de 41,3 personas por milla cuadrada, lo que lo convierte en el estado menos densamente poblado al este del río Misisipi. En 2010, Maine también era el estado más rural de la Unión, con solo el 38,7 % de la población del estado viviendo en áreas urbanas.Como se explica en detalle en "Geografía", hay grandes extensiones de tierra deshabitada en algunas partes remotas del interior del estado, particularmente en los bosques del norte de Maine.
El centro de población promedio de Maine se encuentra en el condado de Kennebec, justo al este de Augusta.El área metropolitana de Greater Portland es la más densamente poblada, con casi el 40 % de la población de Maine.Esta área abarca tres condados e incluye muchas granjas y áreas boscosas; la población de Portland en 2016 era de 66 937 habitantes.
Maine ha experimentado un ritmo muy lento de crecimiento demográfico desde el censo de 1990; su tasa de crecimiento (0,57 %) desde el censo de 2010 ocupa el puesto 45 de los 50 estados.Sin embargo, en 2021 y 2022, Maine tuvo la mayor proporción de residentes que llegaron a los residentes que se fueron de cualquier estado del país, con 1,8 llegadas por cada salida.El modesto crecimiento demográfico del estado se ha concentrado en los condados costeros del sur; con poblaciones más diversas que se han trasladado lentamente a estas áreas del estado. Sin embargo, las áreas del norte, más rurales del estado, han experimentado un ligero descenso de la población entre 2010 y 2016.
A partir de 2020, Maine tiene la mayor población de 65 años o más en los Estados Unidos.
Según el censo de 2010, Maine tiene el porcentaje más alto de blancos no hispanos de todos los estados, con un 94,4% de la población total. En 2011, el 89,0% de todos los nacimientos en el estado fueron de padres blancos no hispanos.Maine también tiene la segunda población residencial de ancianos más alta.
Según el Informe Anual de Evaluación de Personas sin Hogar de 2022 del HUD, se estima que había 4.411 personas sin hogar en Maine.
La siguiente tabla muestra la composición racial de la población de Maine en 2016.
| Raza                                            | Población (2016) | Porcentaje |
| ----------------------------------------------- | ---------------- | ---------- |
| Población total                                 | 1 329 923        | 100%       |
| Blanco                                          | 1 260 476        | 94.8%      |
| Negro o afroamericano                           | 16 303           | 1.2%       |
| Asiático                                        | 14 643           | 1.1%       |
| Indio americano y nativo de Alaska              | 8 013            | 0.6%       |
| Nativos hawaianos y de otras islas del Pacífico | 211              | 0.0%       |
| Otras razas                                     | 3 151            | 0.2%       |
| Dos o más razas                                 | 27 126           | 2.0%       |

Según la Encuesta sobre la Comunidad Estadounidense de 2016, el 1,5% de la población de Maine era de origen hispano o latino (de cualquier raza): mexicanos (0,4%), puertorriqueños (0,4%), cubanos (0,1%) y otros orígenes hispanos o latinos (0,6%).Los seis grupos de ascendencia más grandes fueron: ingleses (20,7%), irlandeses (17,3%), franceses (15,7%), alemanes (8,1%), estadounidenses (7,8%) y francocanadienses (7,7%).
Las personas que dicen ser estadounidenses son en su gran mayoría de ascendencia inglesa, pero tienen ascendencia que ha estado en la región durante tanto tiempo (a menudo desde el siglo XVII) que eligen identificarse simplemente como estadounidenses.
Maine tiene el porcentaje más alto de francoestadounidenses de todos los estados. La mayoría de ellos son de origen canadiense, pero en algunos casos han vivido allí desde antes de la Guerra de la Independencia de Estados Unidos. Hay concentraciones particularmente altas en la parte norte de Maine, en el condado de Aroostook, que forma parte de una región cultural conocida como Acadia que se extiende al otro lado de la frontera con Nuevo Brunswick. Junto con la población acadia del norte, muchos francocanadienses llegaron de Quebec como inmigrantes entre 1840 y 1930.
La zona del valle superior del río Saint John fue en su día parte de la denominada República de Madawaska, antes de que se decidiera la frontera en el Tratado Webster-Ashburton de 1842. Más de una cuarta parte de la población de Lewiston, Waterville y Biddeford es franco-estadounidense. La mayoría de los residentes de las secciones de Mid Coast y Down East son principalmente de ascendencia británica. Un número menor de otros grupos, incluidos irlandeses, italianos, suecosy polacos, se han asentado en todo el estado desde las olas de inmigración de finales del siglo XIX y principios del XX.
En la actualidad, en Maine hay cuatro tribus reconocidas a nivel federal, incluida la Nación Mi'kmaq. En 2020, 7.885 se identificaron como indígenas estadounidenses únicamente y 25.617 lo hicieron en combinación con una o más razas diferentes.

#### Datos de nacimiento
Nota: Los nacimientos en la tabla no suman 100% porque los hispanos se cuentan tanto por su origen étnico como por su raza.
| Raza                        | 2013           | 2014           | 2015           | 2016           | 2017           | 2018           | 2019           | 2020           | 2021           | 2022           |
| --------------------------- | -------------- | -------------- | -------------- | -------------- | -------------- | -------------- | -------------- | -------------- | -------------- | -------------- |
| Blanco                      | 11,950 (93.5%) | 11,842 (93.2%) | 11,805 (93.6%) | ...            | ...            | ...            | ...            | ...            | ...            | ...            |
| Blanco no hispano           | 11,774 (92.1%) | 11,654 (91.8%) | 11,563 (91.7%) | 11,484 (90.4%) | 10,958 (89.1%) | 11,022 (89.5%) | 10,401 (88.3%) | 10,231 (88.7%) | 10,619 (88.4%) | 10,640 (88.0%) |
| Negro                       | 455 (3.6%)     | 450 (3.5%)     | 473 (3.7%)     | 411 (3.2%)     | 545 (4.4%)     | 546 (4.4%)     | 541 (4.6%)     | 514 (4.5%)     | 551 (4.6%)     | 679 (5.6%)     |
| Asiático                    | 253 (2.0%)     | 248 (1.9%)     | 186 (1.5%)     | 192 (1.5%)     | 219 (1.8%)     | 202 (1.6%)     | 217 (1.8%)     | 195 (1.7%)     | 197 (1.6%)     | 163 (1.3%)     |
| Indio americano             | 118 (0.9%)     | 158 (1.2%)     | 143 (1.1%)     | 97 (0.7%)      | 88 (0.7%)      | 99 (0.8%)      | 96 (0.8%)      | 85 (0.7%)      | 71 (0.6%)      | 82 (0.7%)      |
| Hispano (de cualquier raza) | 172 (1.3%)     | 200 (1.6%)     | 251 (2.0%)     | 238 (1.9%)     | 229 (1.9%)     | 224 (1.8%)     | 257 (2.2%)     | 258 (2.2%)     | 305 (2.5%)     | 338 (2.8%)     |
| Total                       | 12,776 (100%)  | 12,698 (100%)  | 12,607 (100%)  | 12,705 (100%)  | 12,298 (100%)  | 12,311 (100%)  | 11,779 (100%)  | 11,539 (100%)  | 12,006 (100%)  | 12,093 (100%)  |

- Desde 2016, no se recopilan datos de nacimientos de origen hispano blanco, sino que se incluyen en un grupo hispano; las personas de origen hispano pueden ser de cualquier raza.

En 2018, los principales países de origen de los inmigrantes de Maine fueron Canadá, Filipinas, Alemania, India y Corea del Sur.

### Idioma
Maine no tiene un idioma oficial,pero el idioma más hablado en el estado es el inglés. El censo de 2010 informó que el 92,91% de los residentes de Maine de cinco años o más hablaban solo inglés en casa. Los francófonos son la principal minoría lingüística del estado; las cifras del censo muestran que Maine tiene el porcentaje más alto de personas que hablan francés en casa de todos los estados: el 3,93% de los hogares de Maine son francófonos, en comparación con el 3,45% (incluyendo cajún y criollo) en Luisiana, que es el segundo estado con mayor porcentaje.El español es el tercer idioma más común en Maine, después del inglés y el francés.

### Religión
Según el Pew Research Center en 2014, las afiliaciones religiosas de Maine eran: protestante 37% (en particular: protestante evangélico 14%, protestante tradicional 21%, protestante negro histórico 2%), ateísmo o agnosticismo 6%, ninguna en particular 26%, Iglesia católica romana 21%, otros cristianos 5%, religiones no cristianas incluyendo hinduismo, islam, budismo y baháʼí 7%, y paganos y unitarios 5%.
En 2014, la Iglesia Católica Romana era la denominación religiosa más grande y los bautistas (7% evangélicos y 5% tradicionales) eran la denominación protestante más grande del estado, seguidos por los metodistas (6%) y los congregacionalistas (5%). Los ateos y los agnósticos son solo el 6% del estado, pero el 26% de los habitantes de Maine dijeron que "creen en Dios pero no están afiliados". El ochenta y uno por ciento de los habitantes de Maine creían en Dios, mientras que el 3% no lo sabía y el 16% no creía en Dios. El treinta y cuatro por ciento de los habitantes de Maine pensaba que la religión era "muy importante" y el 29% dijo que era "importante", mientras que el 21% dijo que la religión no era importante.
Según una encuesta realizada en 2020 por el Public Religion Research Institute, aproximadamente el 62% de la población era cristiana; el porcentaje de personas sin afiliación religiosa aumentó ligeramente hasta el 33% en comparación con el estudio independiente de 2014 realizado por el Pew Research Center.En un estudio de 2022 realizado por el Public Religion Research Institute, el 63% de la población era cristiana y el 30% no tenía afiliación religiosa. Entre la población no cristiana en 2022, el 1% eran unitarios universalistas, el 5% judíos y el 1% seguidores de la Nueva Era.
Según los Archivos de Datos de la Asociación de Religiones, en 2020, el cristianismo era la fe dominante en el estado. Las denominaciones más grandes por número de seguidores eran el catolicismo (219.233 miembros), el protestantismo no confesional (45.364) y los metodistas unidos (19.686).Según el mismo estudio, se estima que había 16.894 musulmanes en el estado.

## Educación

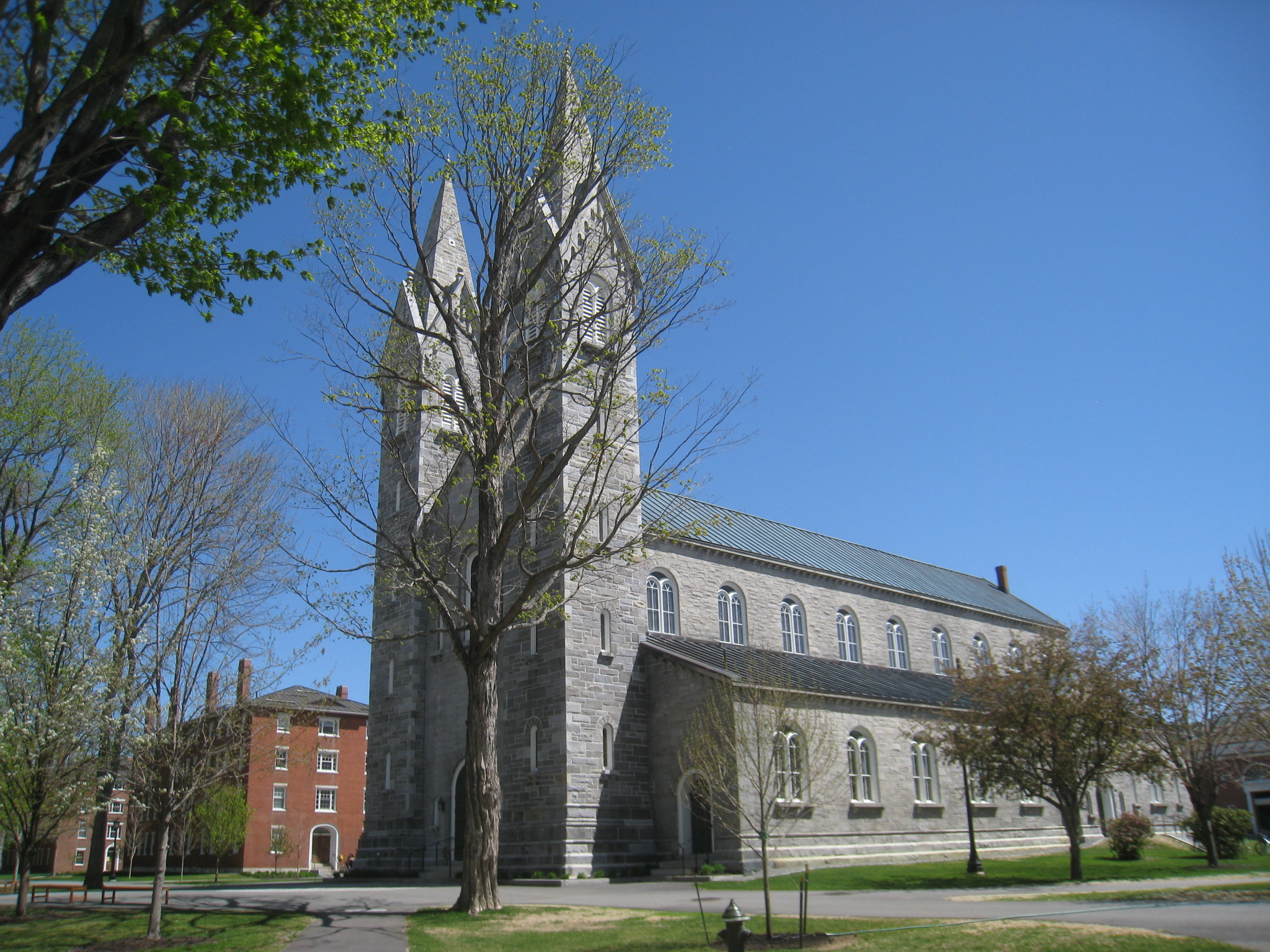
Colby, Bates y Bowdoin Colleges forman el Consorcio Colby-Bates-Bowdoin

Hay treinta instituciones de educación superior en Maine.Estas instituciones incluyen la Universidad de Maine, que es la universidad de investigación más antigua, más grande y única del estado. Fue fundada en 1865 y es la única universidad estatal con concesión de tierras y concesión marítima. La Universidad de Maine está ubicada en la ciudad de Orono y es la insignia de Maine. También hay campus filiales en Augusta, Farmington, Fort Kent, Machias y Presque Isle.
Bowdoin College es una universidad de artes liberales fundada en 1794 en Brunswick, lo que la convierte en la institución de educación superior más antigua del estado. Colby College en Waterville fue fundada en 1813, lo que la convierte en la segunda universidad más antigua de Maine.Bates College en Lewiston fue fundada en 1855, lo que la convierte en la tercera institución más antigua del estado y la universidad mixta más antigua de Nueva Inglaterra.Las tres universidades forman colectivamente el Consorcio Colby-Bates-Bowdoin y están clasificadas entre las mejores universidades de los Estados Unidos; a menudo se ubican en el 10% superior de todas las universidades de artes liberales.
El gasto público por estudiante de Maine en escuelas primarias y secundarias fue el 21.º del país en 2012, con $12,344.
El sistema universitario de Maine también incluye numerosas escuelas de licenciatura, como la Academia Marítima de Maine (MMA), el College of the Atlantic, el Unity College y el Thomas College. Solo hay una escuela de medicina en el estado (la Facultad de Medicina Osteopática de la Universidad de Nueva Inglaterra) y solo una facultad de derecho (la Facultad de Derecho de la Universidad de Maine). Hay una escuela de arte en el estado, el Colegio de Arte de Maine, junto con una escuela de posgrado privada, el Instituto de Estudios de Doctorado en Artes Visuales, que ofrece un Doctorado en Filosofía a los artistas visuales.
El Sistema de Colegios Comunitarios de Maine, fundado en 1985, también sirve "para proporcionar programas de grado asociado, diploma y certificado dirigidos a las necesidades educativas, profesionales y técnicas de los ciudadanos del Estado y las necesidades de fuerza laboral de los empleadores del Estado".Este sistema incluye el Southern Maine Community College (SMCC), el York County Community College (YCCC), el Central Maine Community College (CMCC), el Eastern Maine Community College (EMCC), el Kennebec Valley Community College (KVCC), el Northern Maine Community College (NMCC) y el Washington County Community College (WCCC).
Las escuelas privadas de Maine reciben financiación de forma independiente del estado y de sus dominios complementarios. Las escuelas privadas son menos comunes que las escuelas públicas. Existe una gran cantidad de escuelas primarias privadas con menos de 20 estudiantes, pero la mayoría de las escuelas secundarias privadas de Maine pueden describirse como "semiprivadas".
Maine también tiene escuelas vocacionales, como el Centro Regional de Tecnología de Biddefordy el Centro Técnico Regional de Sanford,que enseñan oficios como soldadura, construcción y reparación de vehículos a los estudiantes.

## Economía
Empleo total (mayo de 2024):
- 674,900[60]

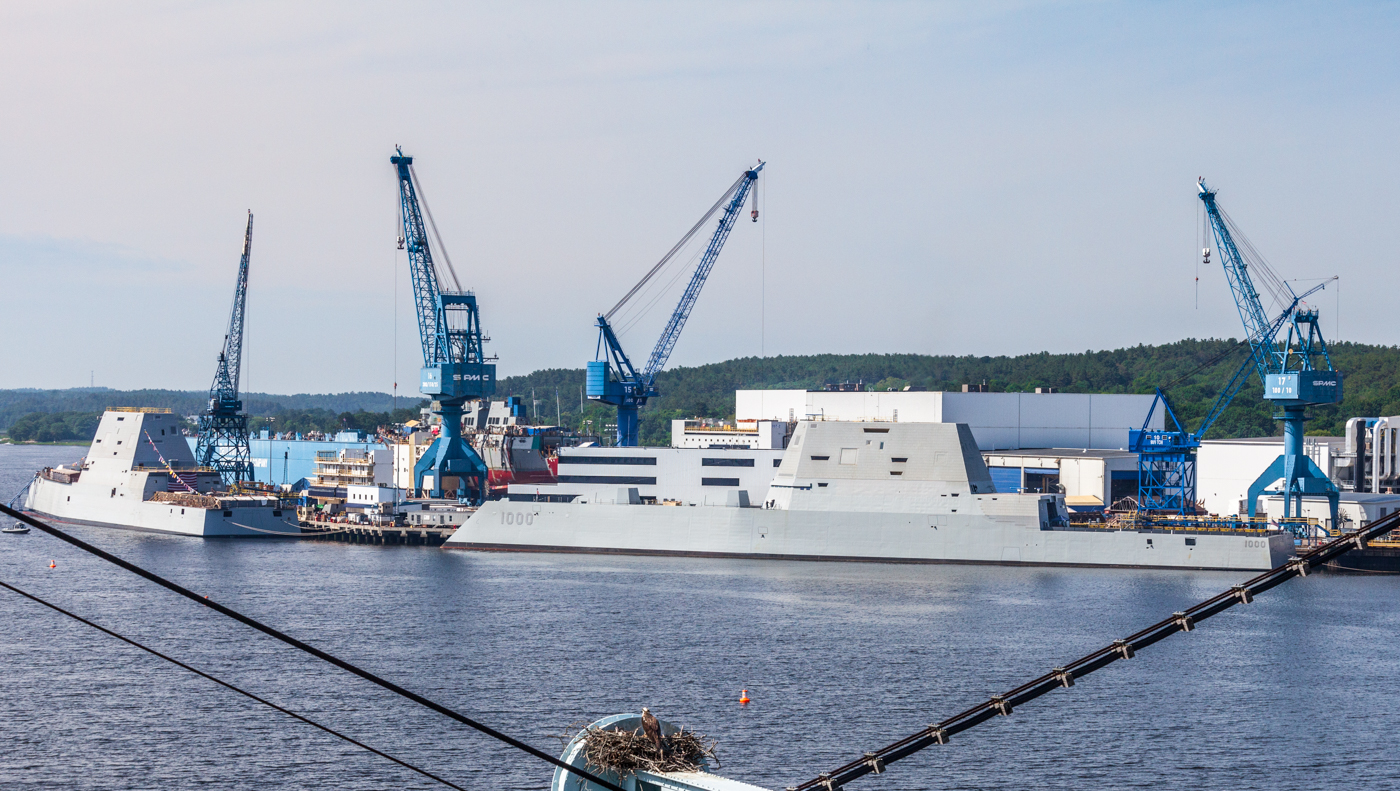
Construcción naval de Bath Iron Works

Total de establecimientos empleadores (2021):
- 42,519[61]

El producto bruto estatal total de Maine fue de $91,1 mil millones en 2023.El ingreso personal per cápita del estado para 2023 fue de $63,117, ocupando el puesto 30 en la nación, y su ingreso bruto medio fue de $69,543.A septiembre de 2022, la tasa de desempleo de Maine es del 3,3%.A septiembre de 2023, el salario mínimo de Maine es de $13,80.

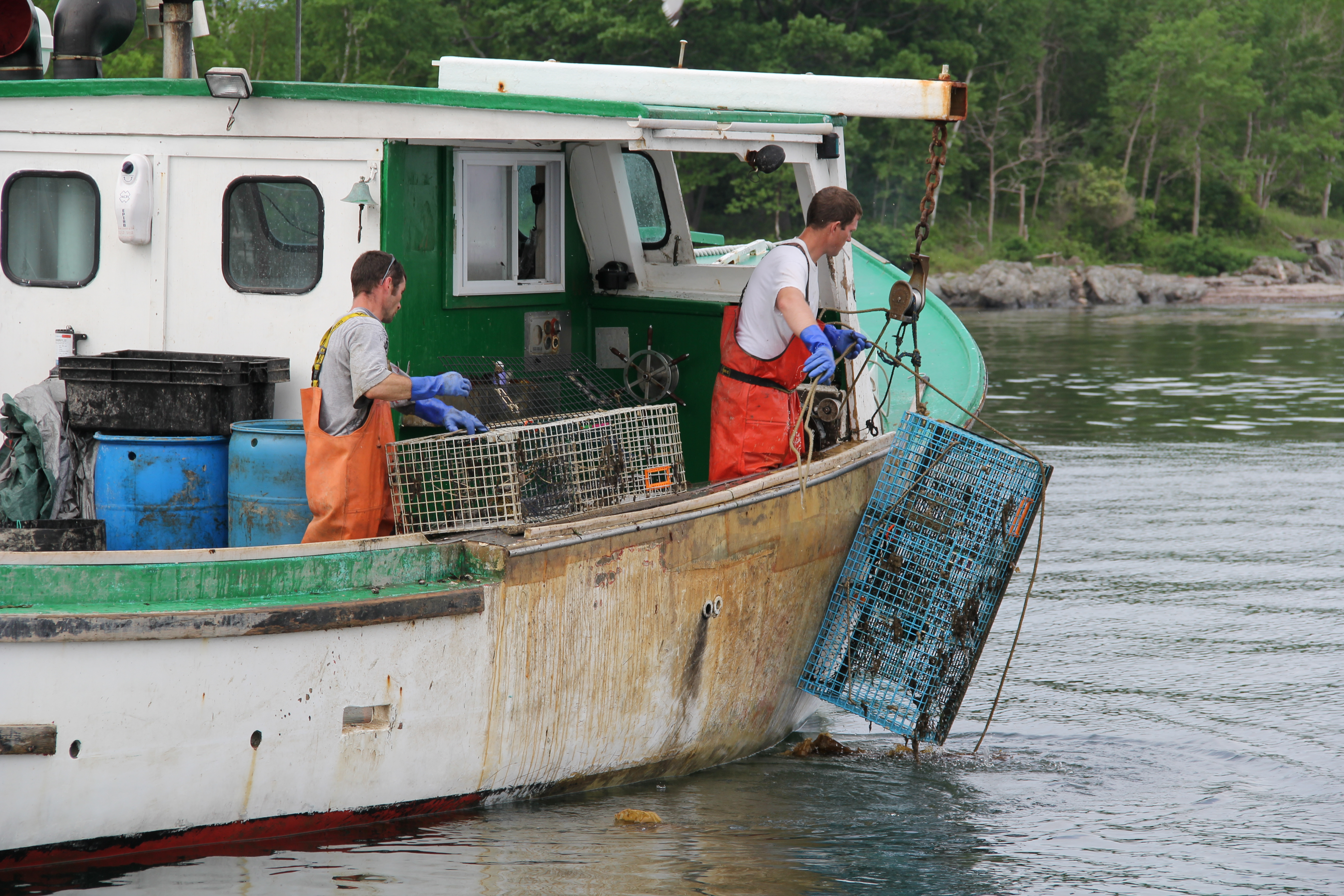
Pesca de langosta en Portland

La producción agrícola de Maine incluye aves de corral, huevos, productos lácteos, ganado, arándanos silvestres, manzanas, jarabe de arce y azúcar de arce. El condado de Aroostook es conocido por sus cultivos de patatas. Las patatas le aportan al estado 166.672.000 dólares al año.La pesca comercial, que alguna vez fue un pilar de la economía del estado, mantiene su presencia, en particular la pesca de langosta y demersales. Si bien la langosta es el principal alimento marino de Maine, la cosecha de ostras y algas está en aumento. En 2015, el 14% del suministro total de ostras del noreste provino de Maine. En 2017, la producción de la industria de algas de Maine se estimó en 20 millones de dólares al año. La industria del camarón de Maine está suspendida por orden del gobierno. Con una población de camarones del norte en constante disminución, los pescadores de Maine ya no pueden capturar y vender camarones. La retención comenzó en 2014 y se espera que continúe hasta 2021.Los acuíferos y manantiales del oeste de Maine son una fuente de agua embotellada para empresas como Poland Spring.
La producción industrial de Maine consiste principalmente en papel, madera y productos de madera, equipos electrónicos, productos de cuero, productos alimenticios, textiles y biotecnología. La construcción naval también sigue siendo clave, con Bath Iron Works en Bath y Portsmouth Naval Shipyard en Kittery.
Brunswick Landing, antiguamente la Estación Aérea Naval de Brunswick, también se encuentra en Maine. Antiguamente una gran base de apoyo para la Marina de los EE. UU., la campaña BRAC inició el cierre de la Estación Aérea Naval, a pesar de un esfuerzo financiado por el gobierno para mejorar sus instalaciones. Desde entonces, la antigua base se ha transformado en un parque empresarial civil, así como en un nuevo campus satélite para el Southern Maine Community College.

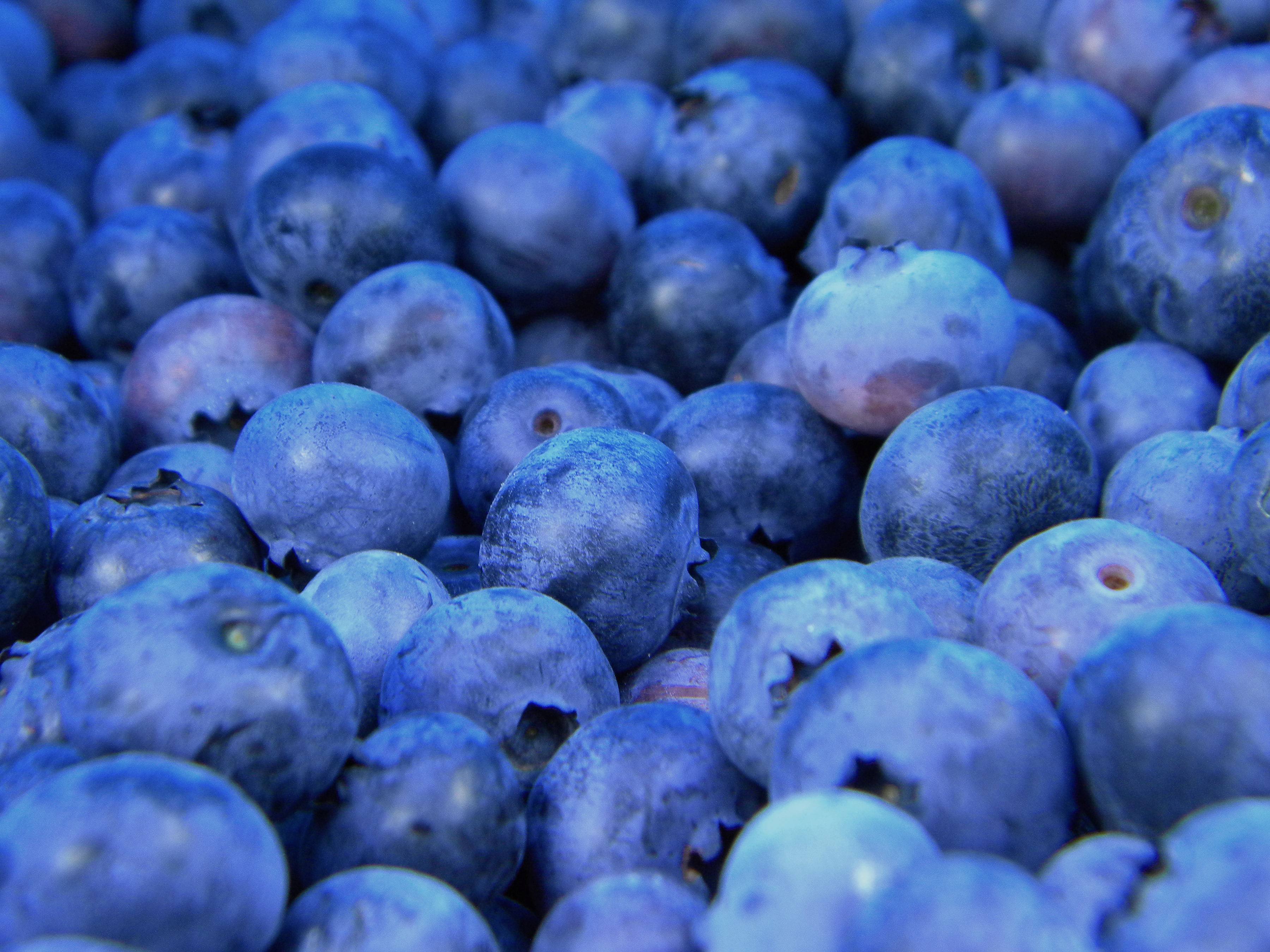
Los arándanos silvestres de arbusto bajo sólo se producen comercialmente en Maine.

Maine es el principal productor de arándanos de arbusto bajo de Estados Unidos. Los datos preliminares del USDA para 2012 también indican que Maine fue el mayor productor de arándanos de los principales estados productores de arándanos, con una producción total de 41,302,560 kg.Estos datos incluyen tanto arándanos de arbusto bajo (silvestres) como de arbusto alto (cultivados).
El turismo y la recreación al aire libre desempeñan un papel importante y cada vez más importante en la economía de Maine. El estado es un destino popular para la caza deportiva (en particular, de ciervos, alces y osos), la pesca deportiva, las motonieve, el esquí, la navegación, la acampada y el senderismo, entre otras actividades. Junto con la economía orientada al turismo y la recreación, Maine ha desarrollado una floreciente economía creativa, centrada sobre todo en las inmediaciones del Gran Portland.
Históricamente, los puertos de Maine han desempeñado un papel fundamental en el transporte nacional. A partir de 1880, la conexión ferroviaria de Portland y su puerto libre de hielo lo convirtieron en el principal puerto de invierno de Canadá, hasta el agresivo desarrollo de Halifax, Nueva Escocia, a mediados del siglo XX. En 2013, 12 039 600 toneladas cortas entraron y salieron de Portland por mar, lo que lo coloca en el puesto 45 de los puertos marítimos de Estados Unidos.El Aeropuerto Internacional de Portland se ha ampliado, lo que proporciona al estado un mayor tráfico aéreo de aerolíneas como JetBlue y Southwest Airlines.
Maine tiene muy pocas empresas grandes que tengan su sede en el estado, y esa cifra ha disminuido debido a las consolidaciones y fusiones, en particular en la industria de la pulpa y el papel. Algunas de las empresas más grandes que sí tienen su sede en Maine son Covetrus en Portland, Fairchild Semiconductor en South Portland, IDEXX Laboratories en Westbrook, Hannaford Bros. Co. en Scarborough, L.L.Bean en Freeport y Puritan Medical Products en Guilford. Maine también es la sede del Laboratorio Jackson, la mayor instalación de investigación genética de mamíferos sin fines de lucro del mundo y el mayor proveedor mundial de ratones genéticamente puros.

### Impuestos
Maine tiene una estructura de impuestos sobre la renta que contiene dos tramos, 6,5 y 7,95 por ciento de los ingresos personales.Antes de julio de 2013, Maine tenía cuatro tramos: 2, 4,5, 7 y 8,5 por ciento.La tasa general de impuesto a las ventas de Maine es del 5,5 por ciento. El estado también aplica cargos del nueve por ciento sobre alojamiento y comida preparada y del diez por ciento sobre alquileres de automóviles a corto plazo.Los vendedores comerciales de arándanos, un alimento básico de Maine, deben mantener registros de sus transacciones y pagar al estado 1,5 centavos por libra ($1,50 por 100 libras) de la fruta vendida cada temporada. Todos los bienes personales reales y tangibles ubicados en el estado de Maine están sujetos a impuestos a menos que estén específicamente exentos por estatuto. La administración de los impuestos a la propiedad está a cargo del asesor local en ciudades y pueblos incorporados, mientras que los impuestos a la propiedad en los territorios no organizados están a cargo del Asesor Fiscal del Estado.

### Construcción naval
Maine tiene una larga tradición de albergar muchas empresas de construcción naval, como Bath Iron Works y el astillero naval de Portsmouth. En los siglos XVIII y XIX, en Maine había muchos astilleros en los que se fabricaban barcos de vela de madera. La función principal de esos barcos era transportar carga o pasajeros al extranjero. Uno de estos astilleros estaba ubicado en el distrito histórico de Pennellville, en lo que ahora es Brunswick, Maine. Este astillero, propiedad de la familia Pennell, era un ejemplo típico de las muchas empresas de construcción naval de propiedad familiar de la época. Otros ejemplos de familias de construcción naval fueron los Skolfield y los Morses. Durante los siglos XVIII y XIX, la construcción naval de madera de este tipo constituía una parte considerable de la economía.

### Turismo
Maine cuenta con numerosas instituciones culturales. Uno de los museos más notables del estado es el Museo de Arte de Portland, con una importante colección de pintura estadounidense del siglo XIX.
Uno de sus principales atractivos turísticos es el parque nacional Acadia, que se extiende por gran parte de la isla Mont Desert. El monte Katahdin, en el Parque estatal Baxter, constituye la terminal norte de la ruta nacional de los Apalaches, que se extiende hacia el sur hasta Georgia. También es de destacar el Parque internacional Roosevelt Campobello.
La costa y los lagos del interior, así como los ríos y las montañas de Maine proporcionan grandes oportunidades para practicar la natación, el remo, el excursionismo, la pesca y la caza. El estado posee también un buen número de estaciones de esquí.

## Deporte

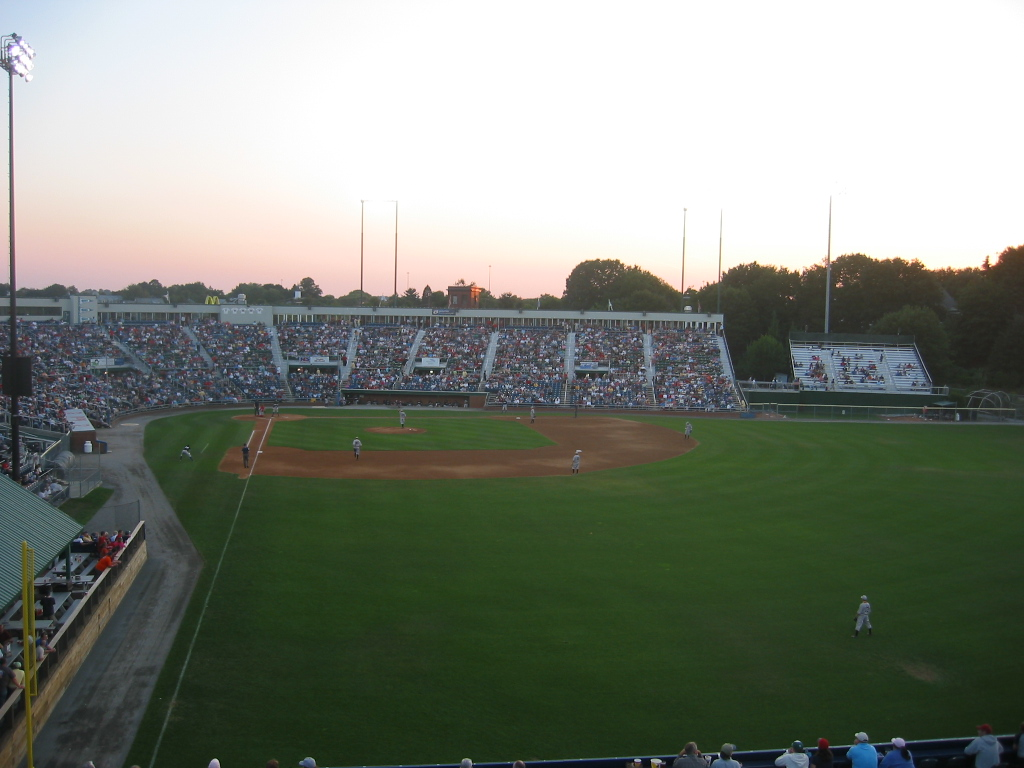
Partido de los Sea Dogs contra el Trenton Thunder, en el estadio Hadlock Field, en Portland

Maine no cuenta con ningún equipo deportivo profesional en ligas como la NFL, NBA, MLB, MLS o NHL. Debido a eso, la mayoría de los habitantes del estado, al igual que en otros estados de Nueva Inglaterra, son seguidores de los equipos de Boston, en Massachusetts, como los Red Sox en béisbol, los Patriotas de Nueva Inglaterra de fútbol americano, o los Boston Celtics en baloncesto.
En baloncesto, Maine cuenta con el equipo de los Maine Red Claws, que juegan en la NBA Development League, en hockey cuenta con los Portland Pirates de la American Hockey League, en la Eastern League de béisbol cuenta con los Portland Sea Dogs, filial de los Red Sox de Boston, y en fútbol cuenta con el GPS Portland Phoenix, de la USL Premier Development League.